# 丹羽雄哉
丹羽 雄哉（にわ ゆうや、1944年〈昭和19年〉4月20日 - ）は、日本の政治家。自由民主党所属の元衆議院議員（12期）。
厚生大臣（第74・82・83代）、自由民主党総務会長（第45代）等を歴任。
運輸大臣、衆議院議員を歴任した丹羽喬四郎の三男。

## 来歴・人物

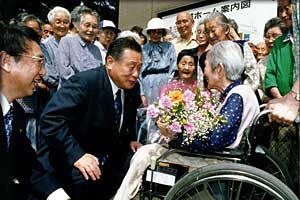
当時内閣総理大臣だった森喜朗（中央）と共に老人ホームを訪問する丹羽（左端）

茨城県新治郡玉里村（現在の小美玉市）出身。麻布中学校・高等学校、慶應義塾大学法学部法律学科卒業。読売新聞政治部記者を経て、父と当選同期だった大平正芳の秘書になる。1979年、前年に死去した父・喬四郎の地盤を引き継いで旧茨城3区から自由民主党公認で第35回衆議院議員総選挙に出馬し、初当選。以後10期連続当選。当選後は大平が率いる宏池会に入会。
自民党内の厚生族議員の代表格。第2次中曽根改造内閣で厚生政務次官、宮澤改造内閣・小渕第2次改造内閣・第1次森内閣で厚生大臣を務めたほか、1993年8月には党の医療基本問題調査会長を務めるなど、社会保障政策に強い影響力を持っていた。
初当選以来宏池会に所属し、加藤紘一の側近であった。2000年11月に起きた加藤の乱では、加藤の政権構想や倒閣プランの作成を担っていたとされる。しかし、倒閣運動の途中で加藤と袂を分かち、加藤が事実上失脚してからは堀内派に所属し（丹羽の離脱は古賀誠の一貫した反加藤の姿勢と共に、親加藤派に大きな影響を与えた）、堀内派会長代行を務める。
2005年7月5日、堀内光雄会長が郵政国会もおいて郵政法案の衆院本会議採決を巡り派閥会長辞任を表明。堀内派は会長ポストを空席とし、丹羽会長代行 - 古賀事務総長による二枚看板体制で派閥を運営していく。しかし、同じように領袖不在だった旧橋本派が津島派、旧亀井派が伊吹派へそれぞれ移行していく中、これ以上派閥会長不在の状態が続くのは好ましくないとして、集団指導体制から新会長体制への移行問題が浮上。古賀が会長就任を狙ったものの、「古賀派」を嫌う勢力が「派閥を出て行く」などと反発。調整の結果、2006年2月、丹羽と古賀が新設の共同代表に就任し、それまでと同じように丹羽・古賀の二頭立て体制で落ち着いた。
2006年9月の自民党総裁選挙で派閥内を安倍晋三支持で一本化したことへの評価で、安倍新内閣には派閥から4人の閣僚を送り込むとともに、安倍と同じ厚生族という安倍との個人的関係もあり自らは安倍総裁の下で自民党総務会長に就任。
これに伴い派閥を離れた直後、派内にて会長職を古賀に一本化する人事が承認され、派内の丹羽系議員と古賀系議員との関係がきしみ始めたと見る動きがある。古賀の会長就任以降は報道機関の多くが派閥名を丹羽・古賀派から古賀派に切り替えたが、読売新聞社のみは、2007年9月まで丹羽・古賀派で通していた（これは、丹羽は読売新聞記者出身であったことも影響している）。古賀が選挙対策委員長として執行部入りを果たした後も派閥会長に返り咲くことはなく、常任顧問を務めた。
2009年8月30日の第45回衆議院議員総選挙で11回目の当選を目指し出馬したが、民主党の大泉博子に敗れ、比例復活も叶わず初当選以来初めて落選した。
2012年12月16日の第46回衆議院議員総選挙で、次点以下に大差を付けて当選し、3年ぶりに国政へ復帰した。復帰後は、派閥活動からは身を引いて活動している。
2014年12月14日の第47回衆議院議員総選挙で、12選。
2017年10月22日投開票の第48回衆議院議員総選挙には出馬せず政界を引退。丹羽の選挙区だった茨城6区では、地盤を引き継いだ自民党後継候補の国光文乃が初当選を果たした。
2018年春の叙勲で旭日大綬章を受章。

## 政策・主張
- 憲法改正と集団的自衛権の行使容認に賛成。
- アベノミクスを評価する。
- 軽減税率の導入に賛成。
- 首相は靖国神社に参拝することは問題ない。
- 村山談話、河野談話を見直すべきでない。
- ヘイトスピーチを法律で規制することに反対。
- 特定秘密保護法は日本に必要[6]。
- 選択的夫婦別姓制度導入について、「どちらとも言えない」としている[7]。

## 不祥事
- 2004年、政治家の年金未納問題が注目された際に国民年金の未納が判明している（政務次官在任中の1986年4月から同年6月までの3か月間）[8]。年金手帳には加入記録があったが、社会保険庁の記録では未納になっていた[8]。

## 議会活動
- 2014年の第186回国会において、過去に、大臣、副大臣、政務官、補佐官、議長、副議長、委員長の要職にあった衆議院議員で、質問、議員立法、質問主意書のいずれかの提出がなかった24人の議員（野田佳彦、小沢一郎、野田毅、亀井静香、鳩山邦夫、中村喜四郎、浜田靖一、高村正彦、平沼赳夫、丹羽雄哉、額賀福志郎、大島理森、川崎二郎、金子一義、山口俊一、山本有二、大畠章宏、小池百合子、細田博之、塩谷立、渡海紀三朗、林幹雄、伊藤達也、佐藤勉）の一人として紹介されている[9]。

## 政治資金
- 道路特定財源を資金源とする道路運送経営研究会（道路特定財源の一般財源化に反対している）から献金を受けている[10]。
- 日本共産党の機関紙しんぶん赤旗に、消えた年金問題が第21回参議院議員通常選挙の大きな争点となっていた2007年7月に、丹羽が支部長を務める自民党茨城6区支部が、2005年に厚生年金施設の運営目的で設立された財団法人「厚生年金事業振興会」から30万円と、社会保険病院の運営を国から委託されている社団法人「全国社会保険協会連合会」から20万円の献金を受けていたことが政治資金収支報告書によって分かったと報じられた[11]。これらは国民が納めた年金から支出されたものであり、これについて丹羽事務所は個人献金だったとして政治資金報告書を訂正した[11]。
- 丹羽が代表を務める自民党茨城6区支部が、2005年の政治資金収支報告書で同じ領収書のコピーを2枚を添付し、経費を二重計上していたことが分かった[12]。二重計上されたのは、政治活動費の中の宣伝事業費と政治資金パーティー開催事業費の二つの品目の印刷代51万800円で、印刷会社が発行した領収書がコピーされて添付されていた[12]。通し番号とただし書きは空欄であったが日付と金額、印鑑が全く同じで、丹羽事務所は同じ領収書を複製して添付したことを認め、茨城県選挙管理委員会に訂正を申し出た[12]。

## 選挙歴
| 当落 | 選挙                   | 執行日         | 年齢 | 選挙区    | 政党       | 得票数     | 得票率 | 定数 | 得票順位 /候補者数 | 政党内比例順位 /政党当選者数 |
| ---- | ---------------------- | -------------- | ---- | --------- | ---------- | ---------- | ------ | ---- | ------------------ | ---------------------------- |
| 当   | 第35回衆議院議員総選挙 | 1979年10月07日 | 35   | 旧茨城3区 | 自由民主党 | 5万8441票  | 13.99% | 5    | 4/8                | /                            |
| 当   | 第36回衆議院議員総選挙 | 1980年06月22日 | 36   | 旧茨城3区 | 自由民主党 | 8万4724票  | 18.61% | 5    | 2/7                | /                            |
| 当   | 第37回衆議院議員総選挙 | 1983年12月18日 | 39   | 旧茨城3区 | 自由民主党 | 7万8723票  | 16.86% | 5    | 2/7                | /                            |
| 当   | 第38回衆議院議員総選挙 | 1986年07月06日 | 42   | 旧茨城3区 | 自由民主党 | 10万2583票 | 20.67% | 5    | 2/7                | /                            |
| 当   | 第39回衆議院議員総選挙 | 1990年02月18日 | 45   | 旧茨城3区 | 自由民主党 | 9万5793票  | 17.61% | 5    | 2/11               | /                            |
| 当   | 第40回衆議院議員総選挙 | 1993年07月18日 | 49   | 旧茨城3区 | 自由民主党 | 11万4979票 | 22.30% | 5    | 2/8                | /                            |
| 当   | 第41回衆議院議員総選挙 | 1996年10月20日 | 52   | 茨城6区   | 自由民主党 | 11万495票  | 56.98% | 1    | 1/6                | /                            |
| 当   | 第42回衆議院議員総選挙 | 2000年06月25日 | 56   | 茨城6区   | 自由民主党 | 12万5581票 | 56.55% | 1    | 1/4                | /                            |
| 当   | 第43回衆議院議員総選挙 | 2003年11月09日 | 59   | 茨城6区   | 自由民主党 | 13万525票  | 58.55% | 1    | 1/3                | /                            |
| 当   | 第44回衆議院議員総選挙 | 2005年09月11日 | 61   | 茨城6区   | 自由民主党 | 14万1212票 | 56.61% | 1    | 1/4                | /                            |
| 落   | 第45回衆議院議員総選挙 | 2009年08月30日 | 65   | 茨城6区   | 自由民主党 | 11万4204票 | 41.96% | 1    | 2/3                | /                            |
| 当   | 第46回衆議院議員総選挙 | 2012年12月16日 | 68   | 茨城6区   | 自由民主党 | 9万1121票  | 38.19% | 1    | 1/6                | /                            |
| 当   | 第47回衆議院議員総選挙 | 2014年12月14日 | 70   | 茨城6区   | 自由民主党 | 11万9116票 | 51.80% | 1    | 1/3                | /                            |

## 所属団体・議員連盟
- 神道政治連盟国会議員懇談会[13]
- みんなで靖国神社に参拝する国会議員の会[13]
- 浄化槽推進議員連盟
- リハビリテーションを考える議員連盟
- TPP交渉における国益を守り抜く会
- 心理職の国家資格化を推進する議員連盟
- 自民党新聞販売懇話会

## 著書
- 『美しく老いるために―日本の医療・年金・福祉への提言』（コープ出版、1994年）
- 『生きるために―医療が変わる』（日経メディカル開発、1998年）